# 須木村
須木村（すきそん）は、宮崎県西諸県郡にあった村。
2006年3月20日、南に隣接する小林市と合併。新市制による小林市の地域自治区「須木」となる。

## 地理
宮崎県の中部内陸部に位置する。
- 山：大森岳
- 川：本庄川（綾南川）、綾北川 - 大淀川支流
- ダム：綾北ダム、綾南ダム

## 歴史
- 1889年5月1日 - 村制施行。
- 1974年8月27日 - 航空自衛隊の戦闘機F-104が村内に墜落。乗員は脱出して住民らにも被害は無かったが、民家3軒が全半焼[1]。
- 2006年3月20日 - 小林市と合併、新・小林市が発足。須木村域は地域自治区「須木」となる。

## 産業
- 特産品：クリ

## 地域

### 教育
中学校
- 須木村立須木中学校
- 須木村立内山中学校

小学校
- 須木村立須木小学校
- 須木村立鳥田町小学校
- 須木村立内山小学校

## 交通
- 最寄り空港は宮崎空港。
- 最寄り鉄道駅は小林駅。

### バス路線

#### 一般路線バス
- 宮崎交通
  - 小林市 - 須木村

### 道路
- 高速道路なし（最寄りインターチェンジは宮崎自動車道小林インターチェンジ）

#### 一般国道
- 国道265号 - 小林市街地方面は改良済みの2車線道路であるのに対し、西米良村方面は未改良。

#### 主要地方道
- 宮崎県道26号宮崎須木線 - 本庄川（綾南川）に沿うかたちで綾町へ東進。未整備道路。

## 名所・旧跡・観光スポット・祭事・催事
- すきむらんど温泉「かじかの湯」（温泉施設）
- すきむら花火大会：8月
- 栗まつり：9月
- 須木城址
- 米良筑後守の墓